# Équipe de Roumanie de rugby à XV à la Coupe du monde 1999
L'équipe de Roumanie a été éliminée en poule lors de la Coupe du monde de rugby 1999, après avoir perdu deux matches et en avoir remporté un.

## Résultats

### Les matches de la Roumanie
| 3 octobre  | Belfast, Irlande du Nord | Australie | 57 – 9  | Roumanie   |
| 9 octobre  | Lansdowne Road, Dublin   | Roumanie  | 27 – 25 | États-Unis |
| 15 octobre | Lansdowne Road, Dublin   | Irlande   | 44 – 14 | Roumanie   |

### Classement final de la poule
|   | Équipe     | Points | MJ | V | N | D | EM | EE | PP  | PC  | Diff |
| - | ---------- | ------ | -- | - | - | - | -- | -- | --- | --- | ---- |
| 1 | Australie  | 9      | 3  | 3 | 0 | 0 | 19 | 1  | 135 | 31  | +104 |
| 2 | Irlande    | 7      | 3  | 2 | 0 | 1 | 12 | 4  | 100 | 45  | +55  |
| 3 | Roumanie   | 5      | 3  | 1 | 0 | 2 | 5  | 17 | 50  | 126 | -76  |
| 4 | États-Unis | 3      | 3  | 0 | 0 | 3 | 5  | 19 | 52  | 135 | -83  |

## L'équipe de Roumanie troisième de poule
Les joueurs ci-après ont joué pendant cette Coupe du monde 1999.

### Première Ligne
- Petru Bălan (3 matches, comme titulaire)
- Nicolae Dragos Dima (3 matches, 0 comme titulaire)

### Troisième Ligne
- Florin Corodeanu (3 matchs, 0 comme titulaire)
- Alin Petrache (3 matchs, 3 comme titulaire, 1 essai)
- Erdinci Septar (3 matchs, 3 comme titulaire)

### Demi de mêlée
- Petre Mitu (3 matches, 3 comme titulaire)

### Demi d’ouverture
Vusec lucien

### Trois quart centre
- Romeo Gontineac (3 matches, comme titulaire, 1 fois capitaine)

### Trois quart aile
- Gheorghe Solomie (3 matches, comme titulaire)